# 蘭德斯貝格山
47°43′44″N 12°54′54″E / 47.729°N 12.915°E
蘭德斯貝格山（德語：Randersberg），是奧地利的山峰，位於該國中部，由薩爾茨堡州負責管轄，屬於貝希特斯加登阿爾卑斯山脈的一部分，處於大格邁因境內，海拔高度608米。